# Edmund Whittaker
Edmund Taylor Whittaker (24 de octubre de 1873 - 24 de marzo de 1956) fue un matemático escocés que hizo contribuciones significativas en las matemáticas aplicadas, la física matemática y la teoría de funciones especiales. Estuvo particularmente interesado por el análisis numérico y escribió trabajos sobre mecánica celeste e historia de la física. En 1954 recibió la Medalla Copley, el más importante galardón en ciencias que otorga la Real Sociedad de Londres. La Escuela de Matemáticas de la Universidad de Edimburgo celebra anualmente el Coloquio Whittaker, una conferencia en su honor.

## Biografía
Nació en Southport, en Lancashire. Se educó en la Escuela de Gramática de Mánchester y en el Trinity College (Cambridge). Se graduó en 1895 como el segundo en su clase y recibió la Medalla Tyson de Matemáticas y Astronomía. En 1896 se convirtió en profesor del Trinity College de Cambridge, donde permaneció hasta 1906. De 1906 a 1911 fue profesor de astronomía del Trinity College (Dublín) y ostentó el título de Real Astrónomo de Irlanda. En 1911 se convirtió en profesor de la Universidad de Edimburgo, donde permaneció el resto de su carrera.
En 1901 contrajo matrimonio con la hija de un ministro presbiteriano con la que tuvo cinco hijos. Whittaker era cristiano y converso de la Iglesia católica (1930). Desde 1936 fue miembro de la Academia Pontificia de las Ciencias y presidente de la Sociedad Newman.
En 1931 Whittaker recibió la Medalla Sylvester por sus contribuciones en el campo de las matemáticas. En 1941 Whittaker escribió la biografía del famoso matemático italiano Vito Volterra para la Real Sociedad de Londres. En 1954 fue escogido por los miembros de la Real Sociedad de Londres para recibir la Medalla Copley, "por sus distinguidas aportaciones a las matemáticas aplicadas y a la física teórica".
Whittaker murió en Edimburgo, Escocia.

## Función sinc
En 1915 Whittaker utilizó la función sinc aplicada a procesos de muestreo, aunque no le dio nombre. La función le permitió resolver el problema de:
Determinar una función que pasa por los puntos {\displaystyle (a+kw,f(a+kw))}, donde {\displaystyle k} es un número entero, y {\displaystyle w} es un número complejo, obteniendo una interpolación tan suave como sea posible, sin singularidades y con rápidas oscilaciones de los valores tabulares dados de {\displaystyle f(x)}.
y toma la forma:
{\displaystyle C(x)=\sum _{n=-\infty }^{\infty }f(a+kw){\frac {sin({\frac {\pi }{w}})(x-a-kw)}{({\frac {\pi }{w}})(x-a-kw)}}}

## Whittaker y Watson
Whittaker es conocido principalmente por ser el autor de Un Curso de Análisis Moderno (A Course of Modern Analysis, 1902). La segunda edición, escrita en colaboración con George Watson fue uno de los textos de matemáticas más importantes de su época. Este texto ha estado en impresión continua por más de un siglo.

## Obras
- Space and Spirit: Theories of the Universe and the Arguments for the Existence of God
- A History of the Theories of Aether and Electricity: From the Age of Descartes to the Close of the Nineteenth Century (1910)
- A History of Economic Ideas
- Eddington's principle in the philosophy of science
- Electromagnetic Theory
- The classical theories
- The modern theories, 1900-1926
- The Calculus of Observations: A Treatise on Numerical Mathematics
- A Course of Modern Analysis
- A Treatise on the Analytical Dynamics of Particles and Rigid Bodies
- The Beginning and End of the World: A Lecture Delivered Before the University of Durham at King's College, Newcastle Upon Tyne in February 1942
- The Theory of Optical Instruments